# 33 Variations
33 Variations è un'opera teatrale del drammaturgo statunitense Moisés Kaufman, debuttata a Washington nel 2007.

## Trama
Il dramma esplora parallelamente il processo creativo di Beethoven mentre scrive le Variazioni Diabelli e le ricerche nella musicologa Katherine Brandt, che cerca di scoprire come mai il compositore tedesco abbia scritto 33 variazioni sul tema del compositore minore Anton Diabelli. Sia Beethoven che Katherine sperimentano una crescente disabilità mentre la trama si dipana: il compositore diventa sordo e la sclerosi laterale amiotrofica di Katherine peggiora notevolmente, facendo capire alla studiosa come le condizioni fisiche di un artista influenzino il suo processo creativo. 

## Storia delle rappresentazioni
33 Variations debuttò all'Arena Stage di Washington il 24 agosto 2007 con Mary Beth Peil nel ruolo di Katherine, per poi andare in scena anche a La Jolla nell'aprile 2008 con Jayne Atkinson (Katherine) e Zach Grenier (Beethoven); in entrambi i casi Kaufman curava la regia. La pièce giunse all'attenzione di critica e pubblico con il suo debutto a Broadway nel 2009: il dramma infatti rimase in cartellone all'Eugene O'Neill Theatre di New York per 116 repliche dal 9 marzo al 21 maggio 2009, per la regia di Kaufman. Grenier tornò a interpretare Beethoven e Jane Fonda fece il suo ritorno a Broadway dopo 46 anni d'assenza per interpretare la dottoressa Katherine Brandt. La pièce ottenne recensioni positive, tanto da essere candidato a cinque Tony Award, il massico riconoscimento del teatro di Broadway: migliore opera teatrale, migliore attrice protagonista (Fonda), miglior attore non protagonista (Grenier), miglior scenografie (Derek McLane, che vinse il premio) e miglior disegno luci (David Lander).
Altre produzioni regionali sono andate in scena negli Stati Uniti a Cincinnati (2009), Albany (2010) e Nord Carolina (2012). Nel marzo 2019 33 Variations ha fatto il suo debutto australiano, in scena al Comedy Theatre di Melbourne. Ellen Burstyn interpretava Katherine, Lisa McCune sua figlia Clara, William McInnes ricopriva il ruolo di  Beethoven, Francis Greenslade recitava nel ruolo di Diabelli, mentre Helen Morse, André de Vanny e Toby Truslove completavano il cast nei ruoli di Gertrude, Anton Schindler e Mike.